# Hidroborare
Reacția de hidroborare este o reacție chimică organică de adiție a unei legături hidrogen-bor la o legătură dublă de tipul C-C, C-N sau C-O, sau la o legătură triplă C-C. Reacția este utilă în sinteza organică a unor compuși organici. Dezvoltarea acestei metode de sinteză a primit Premiul Nobel pentru Chimie, premiu oferit chimistului Herbert C. Brown. Premiul i-a fost acordat împreună cu Georg Wittig în anul 1979 pentru cercetarea în domeniul compușilor organoborici.
Reacția de hidroborare se aplică în principal alchenelor sau alchinelor și produce în primă fază un intermediar organoboric, utilizat pentru a obține alți compuși folositori, precum alcooli, amine și halogenuri de alchil. Cu alte cuvinte, hiroborarea este folositoare pentru obținerea unor compuși funcționali direct din alchene. Reacția generală de obținere a unor alchilborani intermediari din alchene terminale poate fi reprezentată astfel:

## Vedere generală
Reacția unei alchene terminale cu un boran are ca rezultat formarea unui monoalchilboran (1), aceasta fiind o reacție de adiție. Dialchilboranul (2) se obține prin adiția unei alte molecule de alchenă:
Trialchilboranul se formează prin adiția unei a treia molecule de alchenă (3):
Alchilboranii 1,2 și 3 pot fi apoi convertiți în alcooli primari cu o soluție de peroxid de hidrogen și hidroxid de sodiu:

## Mecanism de reacție
Mecanismul reacției de hidroborare (în cazul obținerii unui alcool primar) poate fi reprezentat după cum urmează (unde R = grupă alchil, R1 = H sau grupă alchil):